# Donja Velešnja
Donja Velešnja is een plaats in de gemeente Donji Kukuruzari in de Kroatische provincie Sisak-Moslavina. De plaats telt 356 inwoners (2001).